# Colledimezzo
Colledimezzo – miejscowość i gmina we Włoszech, w regionie Abruzja, w prowincji Chieti.
Według danych na rok 2004 gminę zamieszkiwało 585 osób, 53,2 os./km².